# Мар'янівка (Бориспільський район)
Мар'я́нівка —  село в Україні, у Переяславській міській громаді Бориспільського району Київської області. Населення становить 7 осіб.

## Історія

### Російська імперія
Хутір був приписан до Петро-Павлівської церкви у Переяславі
За даними 1859 року село є «хутором власницьким» Марьяновка; дворів — 10; населення — 76 особи (ч. —34, ж. — 42)
Є на мапі 1869 року
За даними 1911 року село є «хутором»; населення — 46 особи (ч. — 18, ж. — 28)